# Homo novus
Homo novus (eller novus homo), plural homines novi, är en beteckning på historiska personer utan bakgrund. Uttrycket betyder "ny människa" på latin. En homo novus är i allmänhet en nykomling eller en förut okänd person som arbetat sig upp. Man känner inte till deras släkt eller förflutna; plötsligt bara finns de där, utan att man kan anknyta till förfäder, ätt eller släkt.

## Romarriket

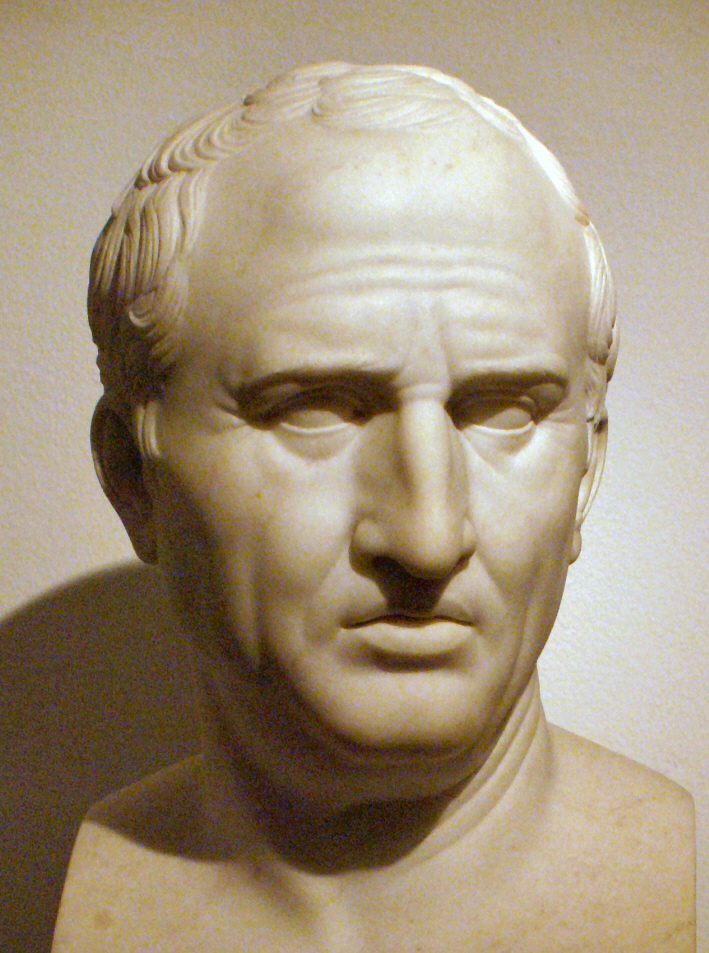
Cicero (106–43 f.Kr.) var en homo novus.

Kända homines novi ur den romerska historien är Cato d.ä. och Cicero, som båda kom in i senaten och senare valdes till konsulsämbetet trots att ingen av deras förfäder hade innehaft något offentligt ämbete. Detta var anmärkningsvärt i antikens Rom, där familjebakgrunden hade mycket stor betydelse, bland annat därför att karaktärsegenskaper som mod och intelligens ansågs gå i arv.